# 三鄉町
三鄉町（日语：／ Sangō chō */?）是位於奈良縣西北部的行政區劃，西北側為信貴山，與大阪府柏原市相鄰，南側以大和川和王寺町為界，主要市區位於東部的大和川北岸的平地。

## 人口
| 三鄉町人口分布圖 |                                               |  |
| 三鄉町與日本全國年齡別人口分布比較圖 （2005年資料） | 三鄉町的年齡、男女別人口分布圖 （2005年資料） |  |
| ■紫色是三鄉町 ■綠色是全国 | ■藍色是男性 ■紅色是女性                       |  |
| 三鄉町人口變化 \| 1970年 \| 10,023人 \| \| \| 1975年 \| 13,771人 \| \| \| 1980年 \| 17,949人 \| \| \| 1985年 \| 21,606人 \| \| \| 1990年 \| 23,123人 \| \| \| 1995年 \| 24,161人 \| \| \| 2000年 \| 23,977人 \| \| \| 2005年 \| 23,062人 \| \| \| 2010年 \| 23,440人 \| \| \| 2015年 \| 23,571人 \| \| \| 2020年 \| 23,219人 \| \| |                                               |  |
| 資料來源：日本總務省統計中心提供之人口普查數據 |                                               |  |
| 1970年 | 10,023人                                      |  |
| 1975年 | 13,771人                                      |  |
| 1980年 | 17,949人                                      |  |
| 1985年 | 21,606人                                      |  |
| 1990年 | 23,123人                                      |  |
| 1995年 | 24,161人                                      |  |
| 2000年 | 23,977人                                      |  |
| 2005年 | 23,062人                                      |  |
| 2010年 | 23,440人                                      |  |
| 2015年 | 23,571人                                      |  |
| 2020年 | 23,219人                                      |  |

## 歷史
在令制國時代屬於大和國平群郡，在江戶時代多為幕府直屬的領地，僅在現在的轄區東側有部分區域為奈良樂人的領地。
19世紀明治維新後，這些區域被劃入新設的奈良縣，但在1876年的第二次府縣整併中，奈良縣遭到廢除，改隸屬堺縣管轄，不過到了1881年又因堺縣被廢除改隸屬大阪府，直到1887年重新設立了奈良縣，才恢復隸屬奈良縣轄下。
1889年日本實施町村制，當時的勢野村、立野村、南畑村合併為三鄉村，「三鄉」的名稱就是指原本的三個村；1966年三鄉村升格改制為三鄉町。
在2000年代平成大合併期間，位於西和地區的王寺町、上牧町、河合町、斑鳩町、三鄉町、平群町、安堵町曾規劃合併為西和市，合併後的西和市人口將超過14萬，也將會成為奈良縣內人口僅次於奈良市的第二大城市，當時也已規劃好完成合併後，新的市政府將設於王寺町，同時在斑鳩町設立分支辦公室。但在2004年各町的公民投票中，王寺町和斑鳩町的公民投票都未能通過，也直接使合併案破局。

## 交通
近畿日本鐵道生駒線以南北向穿過東部的市區，西日本旅客鐵道關西本線（大和路線）也以東西向穿過南部大和川北岸的地區，但這兩區域之間如要透過鐵路轉乘則需到南側王寺町內的王寺站轉乘。
過去在生駒線信貴山下車站曾有纜索鐵路東信貴鋼索線可以通往信貴山山上的朝護孫子寺，不過這條路線已經在1983年停止營運。

### 鐵路
- 西日本旅客鐵道
  - 關西本線（大和路線）：（←王寺町） - 三鄉車站 - （柏原市→）
- 近畿日本鐵道
  - 生駒線：（←平群町） - 勢野北口車站 - 信貴山下車站 - （王寺町）

## 姊妹、友好城市

### 日本
1986年，當時全日本以「三鄉」為名的行政區劃包括三鄉町、琦玉縣三鄉市、長野縣三鄉村共同締結友好城市；其中長野縣三鄉村在2005年合併為安曇野市後，兩地在2006年繼續締結為友好城市。

## 外部連結
- （日語） 三鄉町的Facebook專頁
- （日語） 三鄉町的X（前Twitter）